# Letramento literário
O letramento literário é um conceito cunhado pela professora brasileira Graça Paulino no final da década de 1990. Ele se refere a um tipo especial de letramento, que é a habilidade de ler e compreender corretamente a linguagem literária. O letramento literário estabelece um paradigma no ensino de literatura nas escolas do Brasil.
Graça Paulino e outros autores oferecem uma definição precisa para o conceito. O letramento literário é "o processo de apropriação da literatura enquanto construção literária de sentidos." É um processo, pois não é algo que se esteja pronto em qualquer dado momento, mas é algo que se constrói ao longo de toda a vida. É um processo de apropriação pois é uma habilidade incorporada; embora a literatura seja um produto coletivo, sua apropriação se dá individualmente por cada indivíduo. Por fim, essa apropriação deve ser literária, ou seja, deve ocorrer levando-se em conta a linguagem literária.

## Outras definições
Embora tenha tido mais relevância no contexto brasileiro, a noção de letramento literário — literary literacy — também é registrado em outros países, especialmente os de língua inglesa. Mingshui Cai e Rick Traw, nos Estados Unidos, definem a literary literacy como "a habilidade de entender, interpretar e criticar literatura". Para o acadêmico australiano Wayne Sawyer, é "a aquisição das estruturas da literatura como um ramo da leitura". Oarra Bill Green, não se deve apenas reafirmar o ensino do cânone literário tradicional, mas defender que haja uma forma específica de letramento, que é o letramento literário. Para Florence Kayard, tal forma de letramento é a capacidade de ler e interagir com os textos literários.

## Paradigma do letramento literário
Para Rildo Cosson, o letramento literário estabelece um paradigma no ensino da literatura nas escolas. O autor defende que, por esse paradigma, a literatura vira uma prática, e não — como se acretiva no passado — um conteúdo a ser ensinado. Em vez disso, o conteúdo do ensino de literatura deve ser a linguagem literária.
Nesse paradigma, o papel do professor deve ser o de condutor. Ele deve "acompanhar a leitura do aluno sem impor uma direção, mas apontando caminhos por onde o leitor pode escolher transitar dentro do texto." Nesse sentido, o professor deve ser, paradoxalmente, uma presença e, ao mesmo tempo, uma ausência.

## Estratégias para o letramento literário escolar
Rildo Cosson propõe uma abordagem para o letramento literário na escola chamada "sequência básica", que visa desenvolver atividades de leitura por meio de quatro etapas principais: motivação, introdução, leitura e interpretação. Essa sequência é uma ferramenta prática para fomentar a interação entre os estudantes e os textos literários, promovendo o desenvolvimento de leitores críticos e engajados.
A etapa inicial da sequência refere-se a motivação. Identificada como um elemento essencial para o letramento literário, a motivação auxilia no preparo para o momento de leitura, contribuindo para despertar o interesse do aluno-leitor. Pode ser estimulada utilizando-se diferentes recursos semióticos tais como fotografias, reportagens, músicas e vídeos, de modo que os estudantes possam conectar o conteúdo do texto com seus conhecimentos prévios. A proposta é enriquecer a experiência literária, não restringindo a interpretação e integrando a leitura com atividades de escrita e oralidade.
A etapa seguinte, introdução, complementa a motivação fornecendo informações relevantes sobre o autor, os  que acompanham o livro e o contexto literário. Nesse momento, o objetivo é justificar a seleção da obra, explicitar suas qualidades e levantar hipóteses sobre a mesma, criando condições para uma recepção mais positiva.
A terceira etapa é dedicada à leitura da obra. Esta pode ser realizada individualmente ou de forma coletiva, mediante o acompanhamento do professor, para diagnosticar e apoiar os estudantes em possíveis dificuldades. Paralelamente, é importante abrir espaço para que os estudantes possam expressar e compartilhar suas reflexões sobre a leitura em andamento, promovendo uma experiência de leitura mais profunda e significativa.
A interpretação é a etapa final da sequência básica e envolve a construção de sentido, por meio da articulação entre o texto e a bagagem cultural dos estudantes. Constitui-se em dois momentos: o interno, no qual cada estudante realiza uma leitura individual e pessoal da obra, e o externo, onde as interpretações são compartilhadas coletivamente, a partir de atividades como desenhos, resenhas, debates, dramatizações e feiras culturais. No contexto escolar, esse compartilhamento de ideias amplia as perspectivas individuais e fortalece o sentimento de pertencimento à comunidade de leitores.
Essas etapas oferecem diversas possibilidades de atividades e demandam uma mediação docente que leve em conta não somente os textos selecionados e os objetivos do professor, como também o perfil da turma, o ritmo de cada estudante e seus conhecimentos prévios. Com essa abordagem, o professor oportuniza um processo de letramento literário mais coerente e significativo, que cumpre com seu objetivo maior de formar leitores conscientes e críticos, capazes de aplicar suas vivências e conhecimentos para interagir ativamente com o mundo.